# Seriola fasciata
Seriola fasciata är en fiskart som först beskrevs av Bloch, 1793.  Seriola fasciata ingår i släktet Seriola och familjen taggmakrillfiskar. Inga underarter finns listade i Catalogue of Life.